# Рогозинников, Илья Ильич
Илья Ильич Рогозинников (1826—1893) — русский педагог; действительный статский советник.
Среднее образование получил в Тверской гимназии. В 1847 году окончил 1-е отделение философского факультета Московского университета. Преподавал словесность в Ярославской гимназии. Затем был директором Шуйской гимназии (до 1883).
Умер 26 июля (7 августа) 1893 года в Шуе. Похоронен с женой Анной Ивановной Рогозинниковой (1831—1902) при Спасской церкви.
Им были напечатаны: «Речь в день воспоминания столетия рождения Карамзина» (Ярославль, 1867), «Значение баснописца Крылова в русской жизни и литературе» (Ярославль, 1868), «О причинах успешности в учении и благонравии» (Шуя, 1883) и несколько краеведческих статей в газетах и журналах.